# Fortificaciones de Copenhague (siglo XVII)
Las fortificaciones de Copenhague se modernizaron y ampliaron considerablemente en el siglo XVII. El proyecto se inició a principios del siglo XVII bajo el reinado de Christian IV, pero fue continuado y completado por sus sucesores. Las nuevas fortificaciones se basaron en las ya existentes de origen medieval, pero se amplió la zona fortificada y se completó un anillo defensivo alrededor de la ciudad, especialmente con nuevos edificios orientados al mar. El anillo de fortificación constaba de cuatro murallas abaluartadas y una ciudadela anexa, así como diversas obras exteriores. 
Aunque se desarrollaron en gran medida hasta su forma definitiva en el siglo XVII, las fortificaciones siguieron en uso hasta la segunda mitad del siglo XIX, cuando finalmente fueron desmanteladas con mucho retraso. En la actualidad, solo permanecen intactas la muralla de Christianshavn y la ciudadela Kastellet, mientras que el resto de las fortificaciones fueron desmanteladas en los años posteriores. Los terrenos se acondicionaron en gran parte como parques, formando una franja verde alrededor del centro de la ciudad que aún se conoce como Anillo de Fortificación, y también se utilizaron para construir varios edificios públicos, como el nuevo Ayuntamiento de Copenhague y varios museos.

## Historia

### Proyecto de modernización de Christian IV
La modernización de las fortificaciones de Copenhague por parte de Christian IV comenzó en 1606 y se prolongó durante 20 años. Se mantuvo el trazado de las fortificaciones medievales, pero Slotsholmen se incorporó al complejo. Se construyó un gran bastión de mampostería en su extremo suroeste y se conectó con Vestervold mediante un dique abovedado conocido como Løngangen. Al mismo tiempo, Østervold fue ampliado hasta el mar a través de distintos puntos de Bremerholm.
Se construyeron un total de 12 bastiones y se excavó un foso en el exterior de toda la fortificación. Debido a las variaciones topográficas del terreno, se construyó como una serie de cuencas separadas por diques para resolver el problema de dichas variaciones. La cuenca superior se alimentaba con agua del lago Peblingesøen. Las puertas occidental y septentrional de la ciudad también se renovaron y se les añadieron agujas altas, y se construyó una nueva puerta oriental.
De 1618 a 1623, Christianshavn se trazó e incorporó como ciudad mercado privilegiada. Situada estratégicamente en medio de una zona pantanosa de aguas poco profundas al norte de Amager, la ciudad se fortificó con terraplenes bajos orientados hacia dicha isla. La muralla constaba de cuatro bastiones y medio, así como de una puerta, conocida como Puerta de Amager.
Para vigilar la entrada norte del puerto, en 1624 se construyó un fortín en Refshaleø, una zona de aguas poco profundas. En el lado selandés del puerto, al norte de la ciudad, se construyó un puesto avanzado llamado Sankt Annæ Skanse (en español: Reducto de Santa Ana), en el lugar que más tarde se convertiría en Kastellet. Estas obras se iniciaron en 1627.

### Ampliación de la ciudad fortificada
Como parte de su aspiración de fortalecer Copenhague como centro regional, Cristián IV decidió ampliar el área de la ciudad amurallada hacia el norte. Ya en 1606, cuando comenzaron las obras de modernización de las fortificaciones, había comprado 200 hectáreas de terreno fuera de la puerta oriental de la ciudad. Su intención era convertir esta zona en un nuevo distrito denominado Ny København (Nuevo Copenhague) o Sankt Annæ By (Ciudad de Santa Ana). El plan consistía en cambiar el curso del Østervold, que en aquella época hacía un recodo y discurría por lo que hoy es Gothersgade y Kongens Nytorv. El nuevo Østervold sería una prolongación directa de Nørrevold, conectándolo con Sankt Annæ Skanse, lo que aumentaría la superficie de la ciudad fortificada en aproximadamente un 40 %. Sin embargo, la década de 1630 fue una época de crisis económica y tanto Sankt Annæ Skanse como el nuevo trazado de Østervold se retrasaron, ya que no se realizó ninguna obra importante durante esa década. Tras la ocupación de Jutlandia y Escania por fuerzas enemigas en la primera mitad de la década de 1640 y la amenaza directa a la existencia del reino, se reanudaron los trabajos en las fortificaciones.
Se construyó el nuevo Østervold y, en 1661, se completó un nuevo proyecto para la fortaleza de Sankt Annæ Skanse, que consistió en trazar un pentagrama abaluartado.

### Desmantelamiento de las fortificaciones

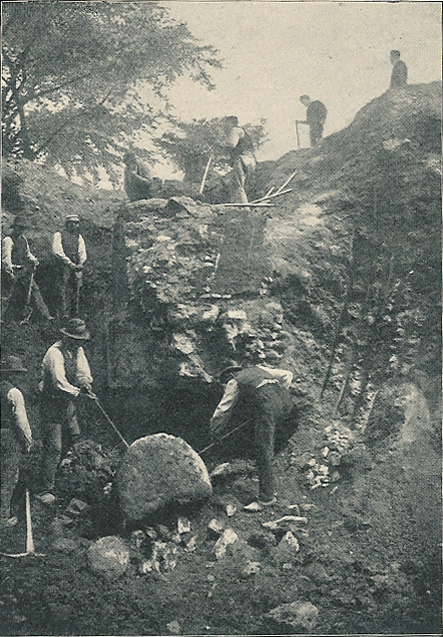
Restos de las fortificaciones que fueron derribadas hacia 1900

El bombardeo británico de Copenhague durante la Batalla de Copenhague en 1807 dejó claro que las fortificaciones de la ciudad estaban anticuadas, pero no se tomó ninguna medida al respecto durante los años de restricciones económicas que siguieron. En 1840, Cristián VIII nombró una comisión de defensa nacional que, dos años más tarde, recomendó desmantelar las fortificaciones existentes.
Al estallar la Primera Guerra de Schleswig en 1848, no pasó nada y se llevaron a cabo considerables obras para reforzar las murallas de las puertas de la ciudad en caso de un posible ataque alemán. En 1852 se abandonó parcialmente la Línea de Demarcación, pero no fue hasta 1856-1857 cuando se realizaron trabajos de mantenimiento y mejora de las murallas.
En 1868, una ley dispuso finalmente la abolición oficial de los estatutos de demarcación y el abandono de las fortificaciones propiamente dichas. Entre 1856 y 1858 se desmantelaron las puertas de la ciudad. Estas disposiciones no se aplicaron a las fortificaciones de Christianshavn y Kastellet. Las murallas de Christianshavn se ampliaron entre 1868 y 1870 con una muralla a lo largo de la costa este de la isla de Refshaleø, que pocos años después fue alquilada a los astilleros Burmeister & Wain. Las fortificaciones de Christianshavn siguieron en uso hasta el siglo XX. Algunas zonas se abrieron a finales de la década de 1910 y las últimas no se hicieron públicas hasta 1961.

## Fortificaciones

### Murallas
Las murallas generalmente consistían en grandes fortificaciones de tierra con un foso delante.
Como parte de las mejoras, se construyeron numerosos bastiones a lo largo de su curso. En 1781, tras los extensos trabajos realizados en las fortificaciones en los años anteriores, se asignaron nombres oficiales a los baluartes por grupos: Los baluartes de Copenhague recibieron nombres de oficiales notables del asedio u otros acontecimientos de principios de la era absolutista; los de Christianshavn, de animales poderosos, y los de Kastellet, de lugares. Desde 1669, los baluartes de Kastellet llevan el nombre de miembros de la familia real y de las tierras del rey.

#### Nørrevold
Nørrevold iba desde la Torre Jarmers hasta un lugar situado al este de Nørreport, en el cruce de las actuales Gothersgade y Øster Voldgade.

#### Vestervold
En relación con la modernización de Vestervold en la década de 1660, las murallas se ampliaron hacia el sur desde Vesterport hasta la costa y se adentraron en el agua sobre el lecho marino ganado al mar. La ampliación incluyó tres nuevos bastiones, dos de los cuales se encontraban en terrenos ganados al mar.

#### Østervold
Originalmente, Østervold se extendía desde un lugar situado justo al este de Nørreport, a lo largo de la actual Gothersgade, hasta la ubicación original de Østerport, al final de Østergade. Como resultado de los esfuerzos de Christian IV por modernizar las fortificaciones, el extremo sur de Østervold se prolongó hasta algunas partes de Bremerholm.
Tras la expansión de la ciudad fortificada en la década de 1650, Østervold continuó Nørrevold en dirección noreste, conectando las fortificaciones con el lado norte de Kastellet.

#### Christianshavns Vold
El primer Christianshavns Vold, construido hacia 1620, constaba de cuatro bastiones y medio. En la década de 1670, cuando se amplió Vestervold para llegar al mar, Christiansvold se trasladó y amplió para que coincidiera con el nuevo curso de Vestervold. El nuevo Christianshavns Vold constaba de cinco bastiones muy grandes. Alrededor de todo el complejo había un foso con una contraescarpa protectora. De 1682 a 1692, Christianshavns Vold se amplió una vez más, esta vez hacia el norte, para vigilar la entrada al puerto y proteger la nueva base de la Flota Real en Nyholm. La ampliación incluyó siete nuevos bastiones, bautizados con los nombres de miembros actuales de la familia real. La última ampliación de Christianshavns Vold tuvo lugar entre 1878 y 1882, cuando se construyó una muralla a lo largo del margen oriental de la recién ganada Refshaleø.

### Puertas de la ciudad
Las puertas que antaño protegían las entradas a la ciudad de Copenhague a través de las murallas eran edificios de piedra con un único arco en el centro por el que pasaba el tráfico, protegido por puertas y rastrillos. Había cuatro puertas de acceso a la ciudad.

#### Østerport
Østerport se encontraba originalmente al final de Østergade, donde hoy se encuentra la plaza de Kongens Nytorv.
Cuando la ciudad fortificada se amplió a finales del siglo XVII para dar cabida a la nueva plaza real y al barrio de Santa Ana, Østerport se desmanteló y se construyó una nueva puerta en un lugar cercano a la actual estación de ferrocarril de Østerport. Mientras que la puerta oriental original daba al este, la nueva puerta estaba muy cerca del punto más septentrional de la ciudad.
No se sabe con certeza cuándo se construyó el nuevo Østerport, pero podría haber sido ya en 1647. Se desconoce su diseño original, pero en 1708 Federico VIII lo reconstruyó con un diseño bastante modesto. La puerta se desmanteló en 1857.

#### Nørreport
La estación de Nørreport se encuentra en el lugar donde antes estaba la plaza de Nørreport. La calle Nørregade, que conducía a la puerta original, debe su nombre a ella. Debido a su ubicación, era la puerta por donde pasaban los viajeros procedentes de Noruega y Suecia, que llegaban a través de Elsinore, así como del norte de Selandia. Como la realeza residía a menudo en el palacio de Frederiksborg durante el verano, llegando y saliendo por Nørreport, la calle inmediatamente adyacente a la nueva puerta recibió el nombre de Frederiksborggade. En 1671, durante el reinado de Christian V, se sustituyó la antigua puerta por una nueva, construida según el diseño de Lambert van Haven. Era la puerta más alta y hermosa de la ciudad, con ornamentación de piedra arenisca. Fue desmantelada en 1857.

#### Vesterport
La primera Vesterport se erigió en 1588 y posteriormente fue reconstruida en piedra por Federico III en 1668. La nueva puerta medía casi 4 metros de ancho y 4,5 metros de alto, y como curiosidad arquitectónica, se utilizaron cañones como columnas para sostener la cornisa principal. La puerta fue renovada en 1722 por Federico IV. Vesterport era la puerta más fortificada de la ciudad. Era la puerta más utilizada para el transporte de mercancías desde Selandia. Abierta a la carretera principal que conducía a Korsør, por ella llegaban normalmente los viajeros procedentes de Jutlandia y Fionia.

#### Amagerport
Amagerport fue reconstruida en 1724 y desmantelada en 1857.

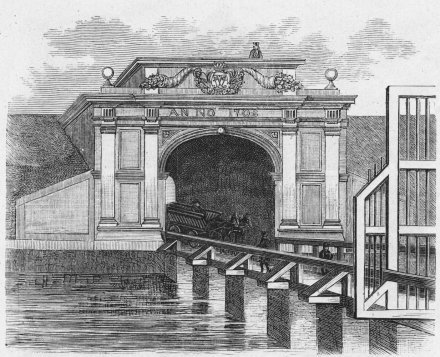
Østerport
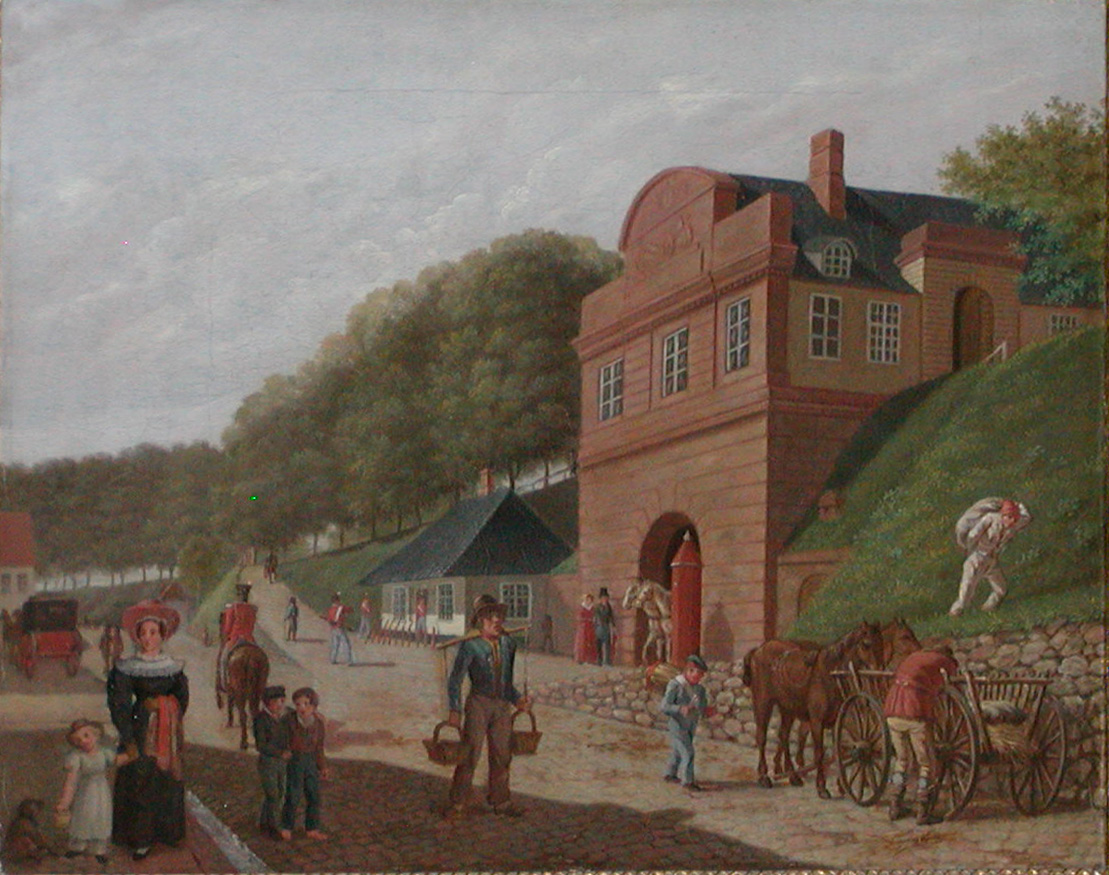
Nørreport vista desde el interior de la ciudad, pintura de Christoffer Wilhelm Eckersberg, Museo de Historia Nacional
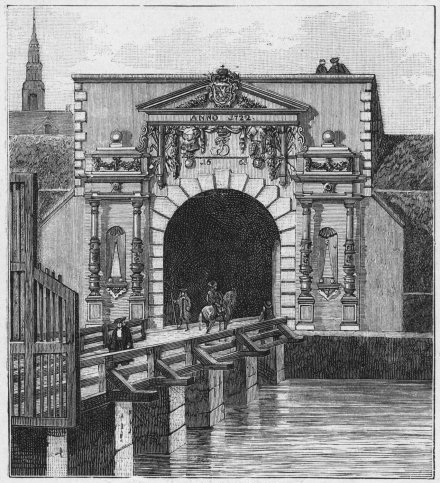
Vesterport
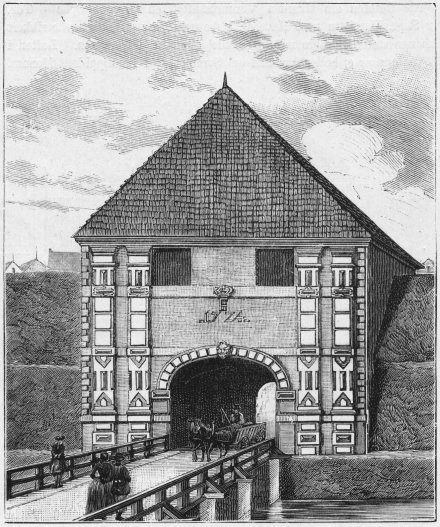
Amagerport

### Kastellet
Como parte de su empeño por mejorar la fortificación, Cristian IV planeó e inició la construcción de una ciudadela conocida como Kastellet, conectada con las murallas en forma de pentagrama. La construcción comenzó en 1626 con la edificación de un atrincheramiento en la parte norte de la muralla defensiva de la ciudad. Los planes originales incluían la construcción de un castillo en ese lugar para que el rey se refugiara en caso de asedio, pero finalmente se abandonó esta parte del plan debido a limitaciones económicas. La construcción continuó con su sucesor, el rey Christian III. Tras el asedio sueco a Copenhague (1658-1660), se llamó al ingeniero holandés Henrik Ruse para que ayudara a reconstruir y ampliar la construcción. La fortificación recibió el nombre de Citadellet Frederikshavn («la ciudadela de Frederikshavn»), pero es más conocida como Kastellet («la ciudadela»).

### Fuera de las murallas

#### Línea de demarcación
Inmediatamente fuera de las murallas había una zona de prohibición de construir conocida como Línea de Demarcación (en danés: Demarkeringslinjen). La línea de demarcación se introdujo en 1661 tras el asalto a Copenhague. Se extendía desde el anillo de fortificación hasta Jagtvej y la construcción de nuevos edificios en esta zona requería un permiso especial. Por lo general, se exigía que pudieran quemarse fácilmente en caso de ataque enemigo. En 1852, la línea se trasladó desde Jagtvej hasta la costa oriental de los Lagos.

#### Los lagos
La hilera de lagos que hoy se conoce como Søerne estaba situada justo fuera de las fortificaciones, a lo largo de Nørrevold y de partes de Østervold y Vestervold. Su origen se remonta a la necesidad de agua embalsada para los molinos, lo que llevó a la creación del primer lago. Sin embargo, tras el asedio a Copenhague en 1523, se decidió ampliar los atrincheramientos con fines estratégicos e incorporarlos a la defensa de la ciudad como una barrera adicional. Se amplió el dique de Peblinge Sø y se construyó otra presa, lo que dio lugar a la creación de Sortedams Sø. A principios del siglo XVII, se creó Sankt Jørgens Sø como resultado de otro dique. Gracias a estos esfuerzos, entonces era posible inundar las orillas y los lagos en caso de ataque a la ciudad.

## Otros usos

### Polvorines

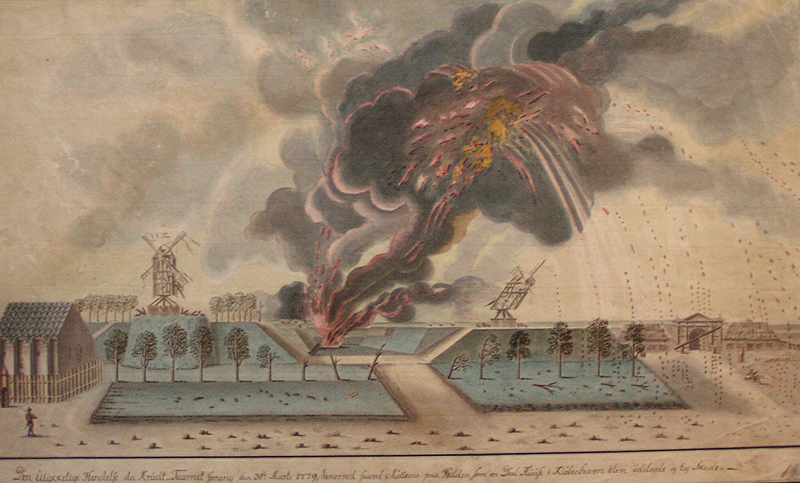
La explosión del polvorín junto a la Puerta Este de la ciudad en 1779.

En las fortificaciones se encontraban numerosos depósitos de pólvora.
Tras su nombramiento como maestro de construcciones navales en Holmen, Hans van Steenwinckel el Menor se encargó de la construcción de dos polvorines en la muralla de Christianshavn. El primero, situado en el bastión de Vilhelms, comenzó a construirse en 1688, mientras que el segundo, con un diseño similar, se inició dos años más tarde en el bastión de Carls.
El polvorín de la Muralla Este explotó en dos ocasiones. La primera vez fue el 16 de diciembre de 1658, durante el asedio sueco a Copenhague en la Segunda Guerra del Norte. La segunda vez fue el 31 de marzo de 1779. Siete personas murieron y 47 resultaron heridas. Posteriormente se reconstruyó y no se desmanteló hasta 1872.

### Molinos de viento
Muchos de estos bastiones se utilizaron para construir molinos de viento. Debido a su altura, ofrecían unas condiciones de viento muy favorables. Al mismo tiempo, una ciudad fortificada necesitaba garantizar el suministro de alimentos seguros, como provisiones de harina, en caso de asedio. En 1800 había un total de dieciséis molinos de viento en las murallas de Copenhague.
Entre 1669 y 1670 se construyeron molinos de viento en los dos bastiones que flanqueaban la puerta de la ciudad de Amager en la muralla de Christianshavns, entonces conocidos como Bastión del Molino (actual Bastión del Elefante) y Bastión de la Iglesia (actual Bastión del León). El molino de Breslaus Mølle, en el Bastión del Molino, fue demolido en 1842. El Pequeño molino del Bastión del León era originalmente un molino de postes, pero fue destruido por una tormenta y sustituido por un molino de viento holand en 1783. Se mantuvo en uso hasta finales del siglo XIX y, a partir de 1832, se complementó con un molino de vapor que se mantuvo en uso hasta 1909.
En 1669, el molinero Hans Hansen obtuvo permiso para construir un molino en el bastión de Gyldenløves, justo al sur de la puerta occidental de la ciudad. Se desconoce si se quemó o no, pero en 1697 Jürgen Gosbruch, otro molinero, obtuvo permiso para construir uno en el mismo lugar. Se conocía como Luciemølle o Lusse Møllen. En algún momento de la década de 1790, se construyó otro molino de viento, conocido como Store Kongens Mølle (Gran Molino del Rey), en el Bastión de Shacks, al otro lado de la Puerta Oeste de la ciudad.
En 1692 se construyó también un molino de viento en Gothersgade, en la antigua Muralla Este.
El molino, llamado Dronningens Mølle (Molino de la Reina), estaba situado en el Bastión de Rosenkrantz, en la Muralla Oriental. Quedó completamente destruido cuando el polvorín de la Muralla Oriental explotó el 31 de marzo de 1779. Fue reconstruido, pero fue derribado en 1895.
Cuando los británicos sitiaron Copenhague en 1807, se temía que destruyeran los molinos de las fortificaciones. Por este motivo, se construyeron dos molinos más en lugares menos expuestos: uno en Sølvgade y otro en Nyholm.

## Las fortificaciones hoy

### Anillo de fortificación
Los terrenos que ocupaban las fortificaciones siguen conociéndose como el Anillo de Fortificación (en danés: Fæstningsringen). Desde que las murallas fueron desmanteladas y adquiridas por la ciudad de Copenhague, estos terrenos han estado dominados por parques y otros usos recreativos. La política municipal sigue siendo que el Anillo de Fortificación se mantenga y se desarrolle como una franja verde dentro de la zona urbana de la ciudad.
Entre los parques situados dentro del Anillo de Fortificaciones se encuentran Østre Anlæg, el Jardín Botánico de la Universidad de Copenhague y Ørstedsparken. Las partes conservadas de las fortificaciones de Christianshavn y Kastellet también son zonas verdes y hacen las veces de parques. Lo mismo puede decirse de Freetown Christiania, situada parcialmente en la zona norte de las murallas de Christianshavn. La zona también alberga varios museos, entre ellos la Galería Nacional, la Colección Hirschsprung y Lille Mølle.

### Restos de las fortificaciones
- Castillo
- Muralla de Christianshavn
- Torre de Jarmers